# Borussia Kalk
Borussia Kalk (offiziell: Sportclub Borussia 05 Köln-Kalk e. V.) ist ein Sportverein aus dem Kölner Stadtteil Kalk. Die erste Fußballmannschaft spielte drei Jahre in der höchsten mittelrheinischen Amateurliga.

## Geschichte
Der Verein wurde im August 1905 gegründet. Zunächst war die Borussia ein „wilder Verein“, bevor er am 12. Januar 1907 in den Westdeutschen Spiel-Verband aufgenommen wurde. 1920 wurde die Borussia in Verein für Jugend und Volksspiele 05 Köln umbenannt, wobei er im Volksmund schlicht Jugend Kalk genannt wurde. Sieben Jahre später schaffte Jugend Kalk den Aufstieg in die 1. Bezirksklasse Rhein, die seinerzeit höchste Spielklasse. Als Tabellenletzter folgte der direkte Wiederabstieg. Saisonhöhepunkt war ein 1:0-Auswärtssieg bei Alemannia Aachen. 1932 tauschte der Verein für das Heimspiel gegen Bayer 04 Leverkusen sein Heimrecht, so dass die Leverkusener ihre neue Heimstätte – das spätere Stadion am Stadtpark im Spiel gegen die Jugend Kalk einweihen konnten. Erst im Jahre 1947 kehrte der Verein zu seinem heutigen Namen zurück und schaffte fünf Jahre später den Aufstieg in die Bezirksklasse. 1954 gelang der Aufstieg in die Landesliga, der seinerzeit höchsten Amateurliga am Mittelrhein. Nach zwei Jahren folgte der Abstieg als Tabellenletzter.
Nach vielen Jahren in der Bezirksklasse gelang 1974 die Rückkehr in die Landesliga, dem drei Jahre später der Abstieg folgte. 1981 stieg die Borussia erneut in die Landesliga auf, in der die Mannschaft auf Anhieb Vizemeister hinter dem SC Schwarz-Weiß Köln wurde. Dennoch folgte 1984 der erneute Abstieg, bevor der Verein mit dem Wiederaufstieg 1989 eine neue Erfolgsära einleitete. Nach Vizemeisterschaften 1991 und 1993 hinter dem FC Pesch bzw. Winfriedia Mülheim gelang 1994 der Aufstieg in die Verbandsliga Mittelrhein. Der Klassenerhalt wurde jedoch verfehlt. Nach drei Abstiegen in Folge spielte die Borussia 1997 in der Kreisliga A und kehrte 2007 noch einmal in die Bezirksliga zurück. Von dort stieg die Mannschaft 2009 in die Kreisliga A ab und verabschiedete sich zwei Jahre später in die Kreisliga B. Nach dem Abstieg im Jahr 2014 spielte Borussia Kalk in der Kreisliga C. Zur Saison 2017/18 übernahm Thomas Wirotius das Team und stieg direkt in der Saison in die Kreisliga B auf, in der darauffolgenden Saison konnte mit dem zweiten Tabellenplatz auch der Aufstieg in die Kreisliga A klargemacht werden. In dieser spielt die Borussia seit der Saison 2019/20.

## Persönlichkeiten
- Seppo Eichkorn
- Shary Reeves